# Thank you, Love
《Thank you, Love》(땡큐, 러브)는 니시노 카나의 세 번째 정규 음반으로, 2011년 6월 22일에 SME 레코드에서 발매되었다. 사랑 이야기가 주를 이룬 전작 《LOVE one.》, 《to LOVE》에 비해 다양한 주제를 다루고 있다.
수록곡 〈if〉, 〈너는〉, 〈Distance〉, 〈Esperanza〉는 싱글로도 발매되었으며, 〈Alright〉가 리드곡으로 정해졌다. 〈Alright〉를 제외한 4곡은 오리콘, 빌보드 싱글차트 상위 10위권을 차지한 것은 물론, 일본 레코드 협회의 벨소리 다운로드 수를 포함한 RIAJ유료음악전송 차트 모두 상위권에 이름을 올렸다.
니시노는 이 음반을 통해 처음으로 전국 홀 투어 〈Kanayan Tour 2011 Summer〉를 개최하였다.

## 배경
두 번째 음반 《to LOVE》 이후 정확히 1년 만에 발매된 음반이며, 전작 이후에 발매된 싱글 5곡을 포함해 14곡이 수록되어 있다. 니시노가 주위 사람들과, 팬에 대한 감사의 마음을 담아 'Thank you, Love'라는 제목을 붙였다.

## 평가
'hotexpress'의 다케카와 하루나는 "지금까지 자신의 감정을 순수하게 표현해 많은 공감을 얻은 니시노, 이 음반을 통해 한 걸음 발전한 것이 증명되었다"고 평가했다. 또한 특기(特記)하고 싶은 곡으로는 Alright를 꼽았다. 'WHAT's IN?'의 와타나베 후즈기는 "제목의 'Thank you'가 진심으로 느껴지는 음반이다"라고 평가했다. '익사이트 뮤직'의 요시다 카나는 "사랑하는 것의 훌륭함, 서글픔, 슬픔, 사람을 대하는 데에 있어서의 중요함이 가득 채워져 있다"고 평가했다.

## 수록곡

### CD
| #             | 제목                              | 작사                       | 작곡                                         | 편곡                                           | 비고                        | 재생 시간 |
| ------------- | --------------------------------- | -------------------------- | -------------------------------------------- | ---------------------------------------------- | --------------------------- | --------- |
| 1.            | 〈*Prologue*〜Sunrise〜〉         | 니시노 카나                | DJ Mass, 오사코 쿄코, 요시다 히로시          | VIVID Neon*, 오사코 쿄코                       |                             | 1:46      |
| 2.            | 〈Esperanza〉                     | 니시노 카나                | DJ Mass, 타키타 토시히로, 요시다 히로시      | VIVID Neon*, 타키타 토시히로                   | 14번째 싱글                 | 5:23      |
| 3.            | 〈Clap Clap!!〉                   | 니시노 카나, DJ Mass       | DJ Mass, 오사코 쿄코, 요시다 히로시          | VIVID Neon*, 요시다 히로시                     |                             | 3:32      |
| 4.            | 〈Together〉                      | 니시노 카나                | 오구라 신코                                  | VIVID Neon*, 오사코 쿄코                       |                             | 5:14      |
| 5.            | 〈Distance〉                      | 니시노 카나                | MATS LIE SKARE, FAST LANE                    | MATS LIE SKARE, FAST LANE, 도이 히로(NICHION)  | 13번째 싱글                 | 3:46      |
| 6.            | 〈I'll be there〉                 | 니시노 카나                | Jonathan Rotem, 로레나 에바트, 나슬리 아토베 | Jonathan Rotem                                 | 11번째 싱글 〈if〉의 수록곡 | 3:43      |
| 7.            | 〈Flower〉                        | 니시노 카나, 사에키 유스케 | 사에키 유스케                                | 에가미 코타로                                  |                             | 5:52      |
| 8.            | 〈Every Boy Every Girl〉          | 니시노 카나                | DJ Mass, 타키타 토시히로, hiro:n             | VIVID Neon*, 타키타 토시히로                   |                             | 4:16      |
| 9.            | 〈Where are you?〉                | 니시노 카나                | SKY BEATZ, FAST LANE, 리사 데스몬드          | SKY BEATZ, FAST LANE, 리사 데스몬드, 도이 히로 |                             | 3:17      |
| 10.           | 〈if〉                            | 니시노 카나, GIORGIO 13    | GIORGIO CANCEMI                              | GIORGIO CANCEMI                                | 11번째 싱글                 | 4:40      |
| 11.           | 〈Alright〉                       | 니시노 카나                | 하야시다 유이치                              | 하야시다 유이치                                | 리드곡, 디지털 싱글         | 5:01      |
| 12.           | 〈君って→너는〉                   | 니시노 카나                | 사에키 유스케                                | 에가미 코타로                                  | 12번째 싱글                 | 5:27      |
| 13.           | 〈Wishing〉                       | 니시노 카나                | 하야시다 유이치, 요시다 히로시               | 하야시다 유이치                                |                             | 4:40      |
| 14.           | 〈*Epilogue*〜Thank you, Love〜〉 | 니시노 카나                | DJ Mass, 오사코 쿄코, 요시다 히로시          | VIVID Neon*, 오사코 쿄코                       |                             | 1:12      |
| 총 재생 시간: | 총 재생 시간:                     | 총 재생 시간:              | 총 재생 시간:                                | 총 재생 시간:                                  | 총 재생 시간:               | 57:49     |

### 초회한정반 DVD
1. if (Video Clip)
2. Making of if
3. 君って (Video Clip)
4. Making of 君って
5. Distance (Video Clip)
6. Making of Distance
7. Esperanza (Video Clip)
8. Making of Esperanza

## 차트
- 주간최고순위 1위 (오리콘 차트)[6]
- Billboard JAPAN Top Albums 1위